# Stawiszyn
Stawiszyn is een stad in het Poolse woiwodschap Groot-Polen, gelegen in de powiat Kaliski. De oppervlakte bedraagt 0,99 km², het inwonertal 1596 (2005).